# Biblioteca Nuestros Hijos
La Biblioteca Nuestros Hijos es una biblioteca uruguaya ubicada en la calle Miraflores 1443, esquina calle Ferrari, en el barrio Carrasco, Montevideo. Fue fundada el 1 de agosto de 1973.

## Historia
Se creó un año luego del accidente de los Andes acaecido el 13 de octubre de 1972, trece madres de los que no volvieron fundaron esta biblioteca. Para mantener el recuerdo de sus hijos, promover la lectura, la formación académica y el desarrollo cultural de niños, adolescentes y adultos de Uruguay. Bajo el lema: "Valor y Fe".
La biblioteca es una organización privada, apolítica, y sin fines de lucro, que cuenta con material de lectura para escolares, liceales, y universitarios, de acceso gratuito para ellos, y un club de lectura al que cualquiera se puede asociar, y que en buena medida es el sostén económico de este emprendimiento.
La institución también tiene un programa de becas de estudio pensada para aquellos estudiantes cuyas familias tienen menores ingresos, y exclusivamente dirigida a aquellos alumnos que tienen una muy buena escolaridad. Además, también se dan clases de informática. Realiza jornadas a beneficio.
La directora era Stella Pérez del Castillo.